# 波蘭舞曲

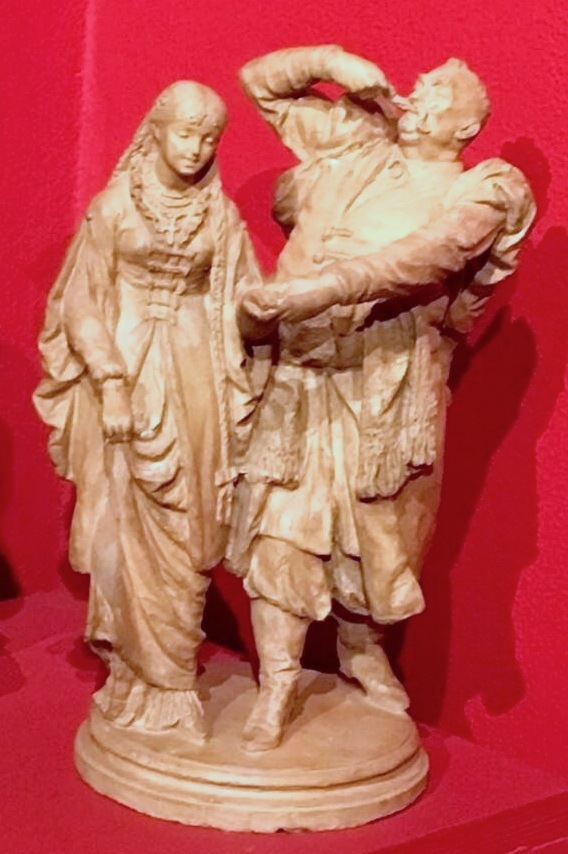
波蘭舞曲 (1888)

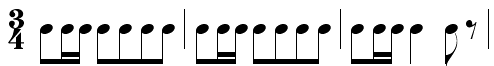
波蘭舞曲的常見節奏

波蘭舞曲（英語：polonaise），又被譯為波洛奈茲或波洛內茲，是一種3/4拍子，重音通常落在每小節第2拍上，中等或偏慢速度的舞曲，源於波蘭。
在蕭邦之前，波蘭舞曲和瑞典的波尔斯卡舞曲（polska）很相似，有很多十六分音符組成的節奏，兩種舞曲是同出一源。在巴洛克時期和古典時期，巴赫、泰勒曼、莫扎特等作曲家都曾創作過波蘭舞曲，這時代的波蘭舞曲比較慢，節奏平穩。在蕭邦的作品中，波蘭舞曲變成一種華麗而雄壯的鋼琴獨奏曲。他的波蘭舞曲通常是三段体或者回旋曲式。亨里克·维尼亚夫斯基也寫了兩首小提琴波蘭舞曲，一首D大調，一首A大調。
蕭邦最著名的波蘭舞曲是《降A大調波蘭舞曲》（op.53）。這首作曲被認為顯示蕭邦對祖國波蘭的熱愛，在鋼琴技巧上，以高難度著稱，考驗彈琴者持久的臂力。